# Peintres de la réalité poétique
Les peintres de la réalité poétique sont initialement, en 1935, le nom sous lequel sont groupés les amis du trio Brianchon, Legueult, Oudot. Vont s'y adjoindre rapidement Constantin Terechkovitch, puis Jules Cavaillès. Ultérieurement Gisèle d'Assailly y ajoutera : Christian Caillard, Roger Limouse, et André Planson, jusqu'à former ce groupe informel de huit peintres dont elle parlera dans son livre édité en 1947.

## Expositions notables
- 9 au 25 juin 1949, "Les peintres de la Réalité Poétique", Galerie Bernier, à Paris
- 11 novembre au 5 décembre 1950, "Les peintres de la Réalité Poétique", Galerie Motte, à Genève, avec 12 peintres
- novembre 1950, "Les huit peintres de la Réalité Poétique", Galerie Romanet, à Paris
- juin 1955, “Réalité et Poésie, ou la joie de peindre“, Galerie Romanet, à Paris
- 6 juillet au 30 septembre 1957, « Les Peintres de la réalité poétique », La Tour-de-Peilz, à Vevey, en Suisse
- été 1958, "Réalité Poétique", Musée de l'Athénée, à Genève
- 1972, “Les maîtres de la Réalité poétique“, Galerie des Granges, à Genève
- avril à mai 1973, "Les maîtres de la Réalité Poétique et de la tradition française", Galerie Pro-Arte, à Bevaix, en Suisse
- juillet à octobre 1976, "Les peintres de la Réalité Poétique", Galerie des granges, à Genève
- 1977, "Les peintres de la Réalité Poétique", à Tokyo
- 30 mars au 28 avril 1985, "Les peintres de la Réalité Poétique", Galerie Triade à Barbizon
- 19 mai au 11 juillet 1987, "Les peintres de la Réalité Poétique", Galerie Jean-Pierre Joubert, à Paris
- 30 avril au 29 mai 1994, "Les peintres de la Réalité Poétique", Palexpo, Genève
- 16 mars-4 mai 2002, 'Jules Cavailles en het poetisch realisme', Galerie Quintessens, Utrecht
- 25 juin-19 septembre 2011, “Les huit de la Réalité Poétique“, musée des Beaux-Arts de Gaillac
- 3 avril-17 juin 2012, "Les peintres de la Réalité Poétique", musée de l'Abbaye à Saint-Claude
- 24 juillet-17 septembre 2016, "Les peintres de la Réalité Poétique", Château de Laroquebrou
- 2019, "Avec les peintres de la Réalité Poétique", Musée Edgar Mélik, Cabriès
- 2021, Une vision du bonheur: les peintres de la Réalité Poétique", Musée Yves Brayer, Les Baux-de-Provence
- 16 fevrier-29 mars 2025, 'De schilders van het poetisch realisme', Galerie Quintessens, Utrecht

## Expositions autres
- - Nombreuses expositions “Brianchon, Legueult, Oudot", Galerie Le Portique, à Paris, à partir de 1928, Galerie Charpentier, à Paris, en 1934
  - 1939, exposition “Cavaillès, Legueult, Oudot et Terechkovitch", Galerie de l’Élysée, à Paris
  - Expositions “Brianchon, Legueult, Oudot", Galerie Louis Carré, à Paris, en 1941 et 1946, à Fontvieille, en août 1946.
  - Expositions successives, à Helsinki, en Finlande, “Chez Backsbacka“, en 1938, 1939, 1946,1950, 1953, 1958 et, “Un air de Paris“ en 2010. On y retrouve les huit peintres de la réalité Poétique, notamment